# Lysandra semi-i-nigrum-semiarcuata
Lysandra semi-i-nigrum-semiarcuata är en fjärilsart som beskrevs av Bright och Leeds 1938. Lysandra semi-i-nigrum-semiarcuata ingår i släktet Lysandra och familjen juvelvingar. Inga underarter finns listade i Catalogue of Life.